# 魂 (EW&Fのアルバム)
『魂』（Spirit）は、アース・ウィンド・アンド・ファイアーのスタジオ・アルバム。
ヒット曲「Getaway」収録。
このアルバムを制作中の1976年5月16日、初期からのサポーターであった作曲家のチャールズ・ステップニーが心臓発作で急死したため、制作は一時中断された。そのため、彼に捧げる作品となり、モーリスはアルバムにコメントを添えている。
2001年にデジタル・リマスター版も発表され、ボーナス・トラックを5曲追加されている。

## 収録曲
| #  | タイトル                                                                       | 作詞・作曲                   | 注釈                   | 時間 |
| -- | ------------------------------------------------------------------------------ | ---------------------------- | ---------------------- | ---- |
| 1. | 「"Getaway"」(ゲッタウェイ)                                                    | B. Taylor/P. Cor             |                        | 3:47 |
| 2. | 「"On Your Face"」(心模様)                                                     | M. White/C. Stepny/P. Bailey |                        | 4:33 |
| 3. | 「"Imagination"」(イマジネイション)                                            | M. White/C. Stepny/P. Bailey |                        | 5:15 |
| 4. | 「"Spirit"」(精霊の詩)                                                         | M. White/L. Dunn             |                        | 3:12 |
| 5. | 「"Saturday Nite"」(サタデイ・ナイト)                                          | M. White/A. Mckay/P. Bailey  |                        | 4:02 |
| 6. | 「"Earth, Wind and Fire"」(アース・ウインド&ファイアー （魂のトライアングル）) | M. White/S. Scarbrough       |                        | 4:40 |
| 7. | 「"Departure"」(出発)                                                          | M. White/L. Dunn             | 間奏曲                 | 0:27 |
| 8. | 「"Biyo"」(異次元への飛翔)                                                     | M. White/A. Mckay            | インストゥルメンタル曲 | 3:37 |
| 9. | 「"Burnin' Bush"」(永遠の炎)                                                   | J. Peters                    |                        | 6:46 |

| #   | タイトル                                                                         | 作詞・作曲                  | 注釈 | 時間 |
| --- | -------------------------------------------------------------------------------- | --------------------------- | ---- | ---- |
| 10. | 「"Saturday Nite" (Alternate Mix)」(サタデイ・ナイト （オルタネット・ミックス）) | M. White/A. McKay/P. Bailey |      | 4:55 |
| 11. | 「"Seraphim"」(セラフィム)                                                       | M. White/L. Dunn            |      | 2:06 |
| 12. | 「"Imagination" (Algels Mix)」(イマジネイション （エンジェル・ミックス）)        | M. White/A. McKay/P. Bailey |      | 1:02 |
| 13. | 「"Departure" (The Traveler)」(出発 （ザ・トラベラー）)                          | M. White/L. Dunn            |      | 3:37 |
| 14. | 「"African Symphony"」(アフリカン・シンフォニー)                                 | M. White                    |      | 1:52 |

## 参加ミュージシャン
- ボーカル - モーリス・ホワイト、フィリップ・ベイリー、ヴァーダイン・ホワイト
- ピアノ - ラリー・ダン、ジェリー・ピータース
- オルガン - ラリー・ダン
- モーグ・シンセサイザー - ラリー・ダン
- エレクトリック・ギター - ジョニー・グラハム、アル・マッケイ
- エレクトリックベース - ヴァーダイン・ホワイト
- コンガ - フィリップ・ベイリー
- カリンバ - モーリス・ホワイト
- ティンバレス - モーリス・ホワイト
- ドラムス - フレッド・ホワイト、ラルフ・ジョンソン、モーリス・ホワイト
- パーカッション - フレッド・ホワイト、ラルフ・ジョンソン、アル・マッケイ、アンドリュー・ウールフォーク、ヴァーダイン・ホワイト、フィリップ・ベイリー、ハーヴィー・メイソン
- サクソフォーン - ドン・マイリック、アンドリュー・ウールフォーク
- トロンボーン - チャールズ・ローパー、ジョージ・ボハノン、ルーイ･サタフィールド
- バス・トロンボーン - ルー・マクリアリ
- トランペット - チャールズ・フィンドレー、マイケル・ハリス、オスカー・ブラッシャー、スティーヴ・マデイオ
- フレンチ・ホルン - アーサー・メイビー、デイヴィッド・デューク、マリリン・ロビンソン、シドニー・メルドー
- チューバ - トミー・ジョンソン
- コンサートマスター - チャールズ・ヴィール
- ハープ - ドロシー・アシュビー
- チェロ - デニス・カルマジン、ハリー・シュルツ、マリエ・フェラ、ロナルド・クーパー
- ヴィオラ - バーバラ・トーマソン、デヴィッド・キャンベル、デニーズ・ブァファム、ジェイムズ・ダンハム、リン・スボトニック、マリリン・ベイカー、ポール・ポリヴニック、ロリス・デール
- ヴァイオリン - アシャ・ドロリー、カール・ラ・マグネ、ハイム・シュトゥルム、ハリス・ゴールドマン、ジョイ・ライル、ケン・ヤーク、サンディ・シーモア、ウィンタートン・ガルヴェイ

## 制作クレジット
- プロデューサー - モーリス・ホワイト、チャールズ・ステップニー
- アレンジ - チャールズ・ステップニー (T1 - T3, T5 - T7)、ジェリー・ピーター(T8, T9)、 トム・トム84 (T4)
- エンジニア - ジョージ・マッセンバーグ
- ミキシング・エンジニア - ジョージ・マッセンバーグ、モーリス・ホワイト
- 再発時プロデューサー - Leo Sacks
- プロジェクト・コーディネーター - Stephan Moore
- ボーナストラック・ミキシング・エンジニア - Paul Klingberg, Leo Sacks, モーリス・ホワイト
- アシスタント・エンジニア - Dean Rod, Richard Goodman
- マスタリング - Mark Wilder
- ライナー・ノーツ - Herb Powell
- アート・ディレクション - Howard Fritzson
- デザイン - Steve Newman, Tom Steele
- イラストレーション - Tom Steele
- 写真 - イーサン・ラッセル
- トレー写真 - Urve Kuusik

## 発売履歴
| 地域 | 日付           | レーベル                                       | フォーマット          | 型番       | 備考                                      |
| ---- | -------------- | ---------------------------------------------- | --------------------- | ---------- | ----------------------------------------- |
| 日本 | 1976年         | CBS SONY                                       | LP                    | 25AP-250   |                                           |
| 日本 | 1991年9月1日   | ソニー・ミュージックレコーズ                   | CD                    | SRCS-6113  |                                           |
| 日本 | 1996年9月26日  | ソニー・ミュージックレコーズ                   | CD                    | SRCS-9060  |                                           |
| 日本 | 2001年5月9日   | ソニー・ミュージックレコーズ                   | デジタルリマスター CD | SRCS-9838  | DSD, ボーナス・トラック                   |
| 日本 | 2003年10月22日 | ソニー・ミュージックダイレクト                 | デジタルリマスター CD | MHCP-123   | DSD, ボーナス・トラック, 紙ジャケ         |
| 日本 | 2004年9月1日   | ソニー・ミュージックダイレクト                 | デジタルリマスター CD | MHCP-404   | DSD, ボーナス・トラック                   |
| 日本 | 2009年3月25日  | ソニー・ミュージックジャパンインターナショナル | デジタルリマスター CD | SICP-20103 | DSD, ブルースペックCD、ボーナス・トラック |